# Сергій Лагодинський
Сергій Лагодінскій (рос. Сергей Лагодинский, нім. Sergey Lagodinsky; нар. 1 грудня 1975, Астрахань, Астраханська область, РРФСР, СРСР) — німецький політик, юрист і журналіст російського та єврейського походження, депутат Європейського парламенту IX скликання від партії Союз 90/Зелені.

## Біографія
Народився в єврейській родині в СРСР, переселився до Німеччини в 1993 році. Пізніше став членом берлінського відділення єврейської громади.
В Геттінгенському університеті здобув освіту в області права, в Гарвардському університеті – галузі державного управління. Отримав ступінь доктора права в Берлінському університеті імені Гумбольдтів.
Працював в міжнародній юридичній фірмі «Orrick, Herrington & Sutcliffe». В 2003–2008 роках працював програмним директором і радником в берлінському офісі Американського єврейського комітету. Також займався журналісткою діяльністю, зокрема для «Deutschlandradio», «Deutsche Welle», «BBC World Service», «Süddeutsche Zeitung» i «Die Welt».
2001 року приєднався до Соціал-демократичної партії Німеччини, в якій заснував робочу групу, яка об'єднувала соціал-демократів єврейського походження. Вийшов з партії в 2011 році, розкритикувавши її позицію щодо Тіло Сарацина. Пізніше почав працювати у Фонді Гайнріха Белля, де був керівником відділу у справах Європейського Союзу та Північної Америки.
2011 року приєднався до партії Союз 90/Зелені. На виборах 2019 року був обраний до Європейського парламенту IX скликання за партійним списком.
14 вересня 2020 року взяв шефство над Максимом Знаком, білоруським адвокатом і політичним в'язнем.